# Gustav von Rauch
Gustav Johann Georg von Rauch (Braunschweig, 1º aprile 1774 – Berlino, 2 aprile 1841) è stato un generale e ministro della Guerra prussiano.

## Biografia
Il padre, bavarese di nascita, capitano del Genio dell'esercito del Ducato di Brunswick, passò nel 1777 all'esercito prussiano, diventando l'anno dopo insegnante, e quindi (1798) direttore dell'Accademia del Genio. Quando questa venne chiusa, dopo la guerra del 1806, Rauch senior, ormai maggior generale (generalmajor), fu destinato a Stettino come vice comandante con la supervisione delle opere difensive da realizzare.
Il figlio seguì l'esempio del padre e si arruolò nel corpo del Genio militare. Entrò nel 1788 all'Accademia del Genio (Ecole de génie) di Potsdam, la stessa in cui aveva insegnava suo padre; il 6 aprile 1790 fu promosso tenente e fino al tardo autunno del 1796 fu occupato in perlustrazioni e lavori di fortificazione al confine slesiano-austriaco e nei territori di recente acquisizione, partecipando anche agli scontri seguenti alla terza spartizione della Polonia (sollevazione della Grande Polonia).
Fu quindi destinato a Berlino, come aiutante dell'allora influente generalquartiermeister e comandante del corpo del Genio, tenente generale Levin von Geusau. La sua carriera prese quindi una piega differente: il 14 gennaio 1802 entrò come quartiermeisterleutnant nel neo-costituito Stato Maggiore generale, il 12 dicembre 1803 divenne capitano (hauptmann) e nel 1805 assistente del colonnello (poi tenente generale) Friedrich von Kleist, aiutante del re Federico Guglielmo III di Prussia.
Nello Stato Maggiore generale, dopo la promozione a maggiore del 22 ottobre 1805, seguì le inconcludenti operazioni di mobilitazione del 1805 e la guerra del 1806-1807.
Raggiunse quindi la Prussia, assegnato allo Stato Maggiore del generale russo Kamenskij, che nella primavera 1807 accorreva con un contingente misto russo-prussiano in soccorso di Danzica assediata; fallita l'azione ebbe lo stesso incarico presso il generale von Rüchel, governatore di Königsberg.
La pace lo riportò nell'entourage reale, dove il generale von Scharnhorst lo assegnò ai lavori della commissione per la riforma dell'esercito.
Scharnhorst, quando lo propose per la nomina a membro della commissione per la riorganizzazione del corpo del Genio, da lui stesso presieduta, scrisse: «Rauch, raccomandato dal colonnello von Wassenbach come un ufficiale abile, di capacità non comuni, portò a termine nell'ultima guerra molte missioni con soddisfazione del Re, prestando la propria opera con raro zelo, e fu promosso senza l'intervento di Sua Maestà»; ancora nel 1812, successivamente alla nomina di Rauch alla risorta Scuola di Guerra, commentò in una lettera anch'essa di apprezzamento: «Senza il suo amore per l'ordine, la sua laboriosità, la sua conoscenza degli uomini e il suo giudizio, di certo il mio compito sarebbe stato più difficile».
Rauch portò avanti tale incarico sino alla guerra del 1809, quando il 12 febbraio divenne direttore della 2ª divisione del dipartimento generale della guerra, potendo contare, riguardo a tutte le questioni pratiche della sua divisione, sull'immediata udienza da parte del sovrano; il 16 marzo 1812, quando la situazione politica portò alle dimissioni di Scharnhorst, promosso Generalquartiermeisterleutnant, ebbe ad interim il comando del corpo del Genio, già di Scharnhorst.
Il re espresse a quel tempo la speranza che Rauch «sarebbe stato all'altezza, come sempre, della suprema fiducia accordatagli».
All'inizio della guerra del 1812 Rauch, colonnello dal 14 agosto 1812, fu nominato il 1º marzo 1813 a capo dello Stato Maggiore del corpo d'armata del generale Yorck von Wartenburg, ricostituitosi a Berlino. La sua posizione era particolarmente difficile, essendo il generale un superiore non facile da trattare, che con difficoltà accordava fiducia e apprezzamento, e che con nessuno aveva una predisposizione favorevole a priori. Secondo Droysen né la personalità di Rauch, né i suoi modi precisi e scientifici si adattavano a Yorck, che lo trovava «noioso» e ben presto lo ebbe in antipatia. Che tale giudizio sia probabilmente affrettato lo prova fra l'altro un passo della relazione dello stesso generale Yorck sulla battaglia di Bautzen del 20 maggio, in cui scrisse: «In particolare debbo citare in quest'occasione il mio capo di Stato Maggiore, colonnello von Rauch, di cui devo sottoscrivere l'ordine di ritirata notturna attraverso le gole.»
Rauch, dal 7 luglio generalmajor, con la morte di Scharnhorst il 21 dello stesso mese, divenne capo del corpo del Genio e contemporaneamente, mentre Gneisenau era impegnato in contatti con la Gran Bretagna, fu destinato a sostituirlo ad interim come capo di Stato Maggiore presso il comandante in capo dell'esercito von Blücher.
In aggiunta divenne plenipotenziario del Ministero della Guerra per lo sviluppo ed il riarmo dell'esercito.
Al riprendere delle ostilità con la Francia Gneisenau riprese il suo posto, ma Rauch rimase agli ordini di Blücher, nel medesimo Stato Maggiore, e con questo prese parte agli ulteriori eventi bellici, impegnato in particolare a seguire i lavori di fortificazione e gli altri compiti deputati al corpo del Genio.
Quando l'esercito giunse sulla riva del Reno ebbe il comando delle operazioni, in qualità di capo dei dipartimenti riuniti della guerra e dell'esercito, con ciò all'atto pratico ministro della Guerra; in seguito, dopo essere stato per un certo periodo a Berlino, prese parte alle trattative per il cessate il fuoco tenutesi a Chaumont e Lusigny.
Dopo la firma del Trattato di Parigi ebbe luogo la sua nomina a capo del corpo del Genio e ispettore generale delle fortificazioni, riunendo così per la prima volta il comando delle due principali branche del servizio.
Si recò quindi a Berlino, dopo aver accompagnato il sovrano in Inghilterra, ma tornò poco dopo alla frontiera con la Francia quando la guerra si fece di nuovo imminente, per organizzare le difese sul Reno; il re gli scrisse il 15 aprile che considerava tale compito così importante da doverlo affidare nelle sue sole mani. Ciò non corrispondeva al vero, in quanto Blücher aveva chiesto di propria iniziativa l'assegnazione di molti pionieri all'esercito di campagna, e ciò pare fosse dovuto ad attriti fra i due generali.
Il rapido progresso della guerra mise da parte le divergenze e Rauch poté ben presto tornare a Berlino per dedicarsi al compito di riorganizzare completamente il corpo del Genio, riordinando un insieme confuso e complicato, aumentando il numero degli effettivi e le fortificazioni.
Coinvolto nelle decisioni chiave, il ministro della Guerra von Boyen ebbe un ruolo di primo piano; l'esecuzione in dettaglio, secondo il decreto governativo del 27 marzo 1816 controfirmato dal re, era demandata a Rauch.

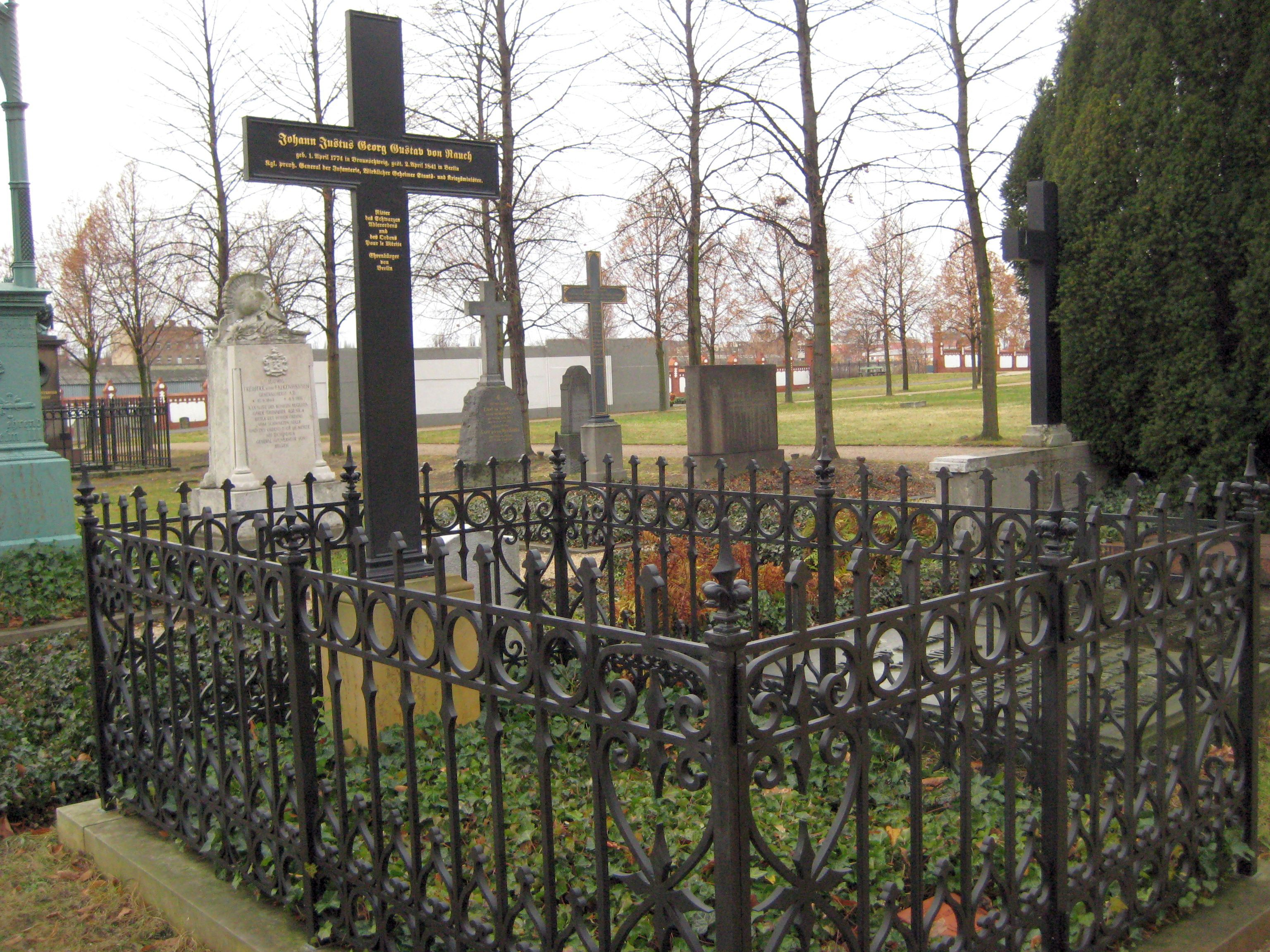
Tomba all'Invalidenfriedhof di Berlino

In tale elevato incarico riuscì a guadagnarsi la fiducia ed il rispetto dei subordinati. Anche i governanti russi si avvalsero del suo consiglio; su richiesta dello zar Alessandro I ispezionò nel 1822 le fortificazioni dell'Impero russo, e analogamente nel 1829 fece per le fortificazioni polacche, su invito di Nicola I alla cui incoronazione nel 1825 aveva presenziato come inviato della Prussia.
Il 30 marzo 1829 fu promosso general der Infanterie, il 21 novembre 1831 fu nominato membro del Consiglio di Stato e il 18 gennaio 1833 fu insignito dell'Ordine dell'Aquila Nera. Nel 1837 il suo superiore von Witzleben gli lasciò per motivi di salute gli uffici di ministro della Guerra; ne prese effettivamente il posto il 30 luglio, quando questi morì.
Ma von Rauch non rimase a lungo in questa posizione; alla fine del 1838 cadde malato, e nel febbraio 1841 dovette rassegnare le dimissioni, che furono accettate il 28 dello stesso mese. Poco dopo morì.
Fu sepolto all'Invalidenfriedhof di Berlino. Nel 1899 gli fu intitolato il 3º Battaglione Pionieri (1. Brandenburgisches).
Sua figlia Rosalia (1820–1879) fu legata da matrimonio morganatico al principe Alberto di Prussia.